# Международни правила за предпазване от сблъскване на море
Съвременните Международни правила за предпазване от сблъскване на море  (известни и с английската абревиатура COLREG, на български МППСМ) са приети от Международната морска организация (англ.: IMO) през 1972 г. и определят правилата за движение (навигация), които корабите трябва да спазват в открито море. В сила влизат на 15 юли 1977 г.
Те произлизат от междудържавен договор, наречен Правила за предпазване от сблъскване, приет през 1960 г., страна по който е и България. 
Приетите през 1972 правила търпят няколко изменения през годините, като последното е от 2016 г.

## Организация на документа
Към 2024 г. МППСМ включва 41 правила и четири приложения.
За удобство е разделена на 6 части – Общи положения, Правила за плаване и маневриране, Светлини и знаци (фигури), Звукови и светлинни сигнали, Освобождавания и Проверка на съответствието с изискванията на Конвенцията.

## История
Преди разработването на единен набор от международни правила и практики са съществували различни практики и неофициални процедури в различни части на света. В резултат на това разнообразие е имало несъответствия и дори противоречия, които са водели до сблъсквания на кораби. 
С появата на корабите с парни двигатели в средата на XIX век правилата за навигация на ветроходни кораби се допълват с правила за навигация на моторни кораби. Ветроходните кораби са ограничени по отношение на маневреността си, тъй като не могат да плават директно срещу вятъра и не могат лесно да се управляват при липса на вятър. От друга страна, корабите с парен двигател са могли да маневрират във всички посоки независимо от наличието или отсъствието на вятър.
През 1840 г. в Лондон компанията, управляваща фаровата служба на Англия – „Тринити Хаус“, изготвя набор от правила, които са приети от английския парламент през 1846 г. Правилата на „Тринити Хаус“ са включени в Закона за парната навигация от 1846 г. 
През 1849 г. американският Конгрес разширява изискванията за светлини за ветроходни кораби в американски води. 
В Обединеното кралство през 1858 г. са препоръчани цветни бордови светлини за ветроходни плавателни съдове и се изисква да се дават сигнали за мъгла от парни съдове чрез корабната свирка, а от ветроходни плавателни съдове с рог за мъгла или камбана.
През 1889 г. в Съединените щати е свикана първата международна морска конференция. Приетите правила влизат в сила през 1897 г. Някои незначителни промени са били направени впоследствие по време на Брюкселската морска конференция през 1910 г.
Международните правила за предпазване от сблъскване на море са приети като част от международна конвенция на Международната морска организация на 20 октомври 1972 г. и влизат в сила на 15 юли 1977 г. Те са предназначени да актуализират и заменят правилата за предпазване от сблъскване от 1960 г., по специално въвеждат правилата за движение в зоните за разделно движение. Първата такава зона е създадена в Английския канал (Ла Манша) през 1967 г.
Към юни 2024 г. конвенцията е ратифицирана от 164 държави и има 3 асоциирани члена. Към 2021 г. общият морски тонаж на присъединилите се държави възлиза приблизително на 98,96% от световния морски тонаж. 

### В България
В България Конвенцията от 1972 г. е ратифицирана с указ № 461 от 6 март 1975 г. на Държавния съвет на Народна република България – ДВ, бр. 22 от 1975 г., в сила от 15 юни 1977 г.).
Последните изменения на правилата от 2016 г. са публикувани в ДВ бр. 96 от 20 ноември 2018 г.